# Bernhard-Nocht-Straße

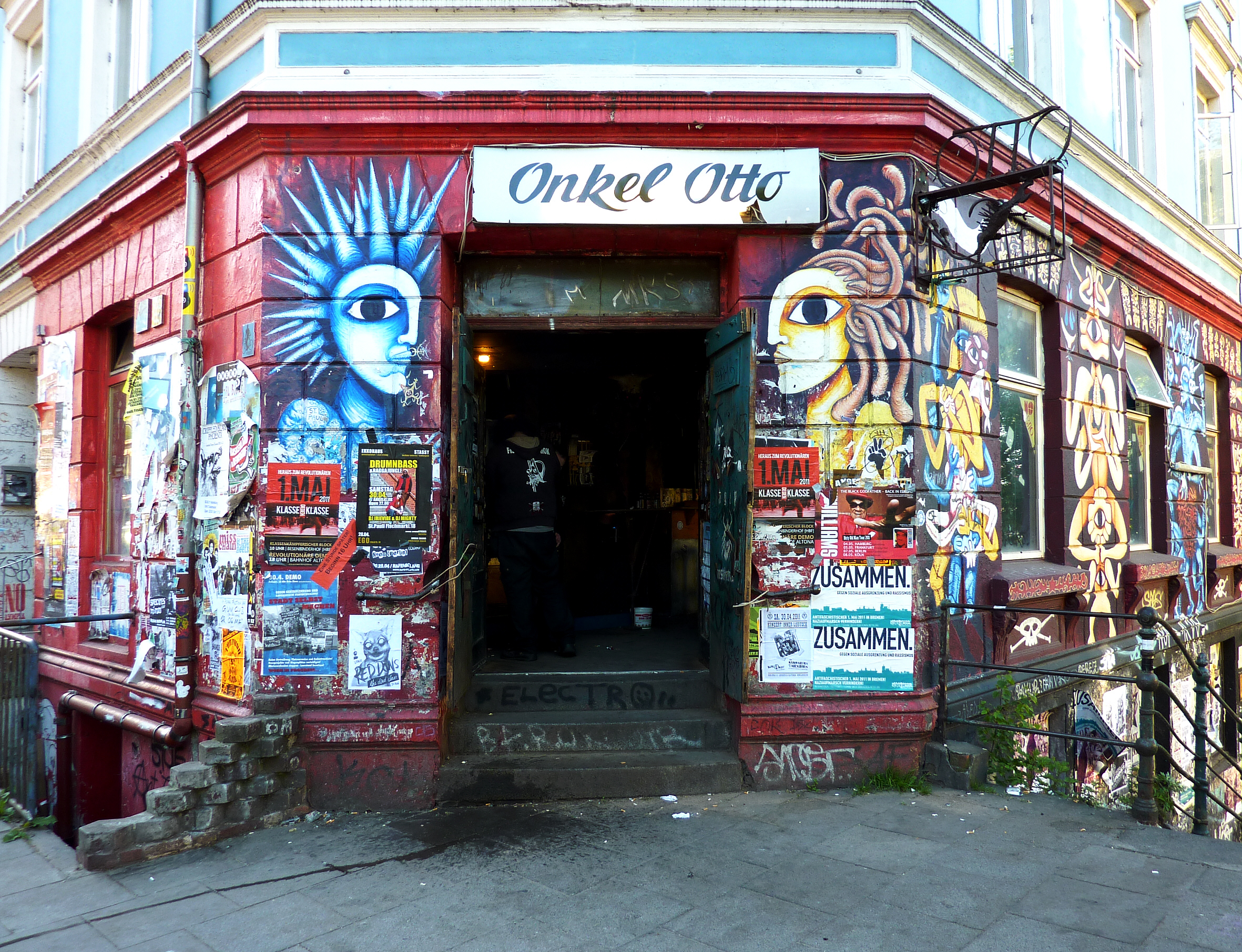
Bar e restaurante Onkel Otto (Tio Otto) na Bernhard-Nocht-Straße 22, em Hamburgo, na Alemanha, onde tocam bandas de punk rock e de reggae.

A misteriosa Bernhard-Nocht-Straße é um endereço conturbado em St. Pauli (Hamburgo), na Alemanha. Durante os anos 1980 houve invasões de casarões abandonados por membros do que seria o movimento Okupa, que prega o ato de ocupar um espaço ou construção abandonada ou desabitada, com o objetivo de criar uma esfera de sociabilidade e vivência libertária. Após muitas manifestações e prisões, a área é administrada atualmente pelo movimento que a ocupou, o Okupa e o Black Bloc.